# Фернандес де Веласко, Диего
Дие́го Ферна́ндес де Вела́ско, Дие́го Ло́пес-Паче́ко Те́льес-Хиро́н-и-Го́мес де Сандова́ль, также известный как Дие́го Паче́ко Те́льес-Хиро́н Ферна́ндес де Вела́ско-и-Энри́кес (8 ноября 1754, Мадрид — 11 февраля 1811, Париж) — испанский аристократ и политик, 13-й герцог Фриас (с 1776), 8-й герцог Уседа (с 1789) и 13-й герцог Эскалона (с 1798). Один из тех испанских вельмож, кто в Войне за независимость Испании перешёл на сторону Наполеона и вошёл в историю как Хосефинос.

## Биография
Родился 8 ноября 1754 года в Мадриде. Сын Андреса Мануэля Алонсо Тельес-Хирона Пачеко-и-Толедо (1728—1789), 7-го герцога Уседа, 6-го графа Монтальбан, кавалера Ордена Золотого руна и Большого креста ордена Карлоса III, и Марии Портерии Фернандес де Веласко-и-Тельес-Хирон (1735—1796), дочери Бернардино Фернандеса де Веласко и Пиментеля, 11-го герцога Фриаса, и Марии Хосефы Тельес-Хирон и Пачеко.
Его мать, будучи женщиной, не могла унаследовать титулы отца, поэтому его наследником стал Мартин Фернандес де Веласко-и-Пиментель (1729—1776), её дядя, который сделал это в 1771 году. Когда Мартин Фернандес де Веласко скончался в 1776 году без потомства, следующим в очереди был сын Марии, Диего, которого тогда звали Диего Лопес Пачеко Тельес-Хирон. Став 13-м герцогом Фриасом, он сменил своё имя на Диего Фернандес де Веласко.
10 июля 1789 года после смерти своего отца Диего Фернандес де Веласко унаследовал титулы 8-го герцога Уседа, 7-го графа де ла Пуэбла-де-Монтальбан, 8-го маркиза де Бельмонте, 10-го маркиза Фромиста, 8-го маркиза де Карасена, 13-го маркиза де Берланга, 9-го маркиза де Тораль, 8-го графа де Пинто и тд.
23 мая 1796 года после смерти своей матери, Марии Портерии Фернандес де Веласко-и-Тельес-Хирон, 8-й графини де Пеньяранда-де-Бракамонте (1735—1796), Диего Фернандес де Веласко унаследовал титулы 9-го графа де Пеньяранда-де-Бракамонте, 19-го графа де Луна и 7-го маркиза дель-Фресно.
24 июля 1798 года после смерти Фелипе Лопеса Пачеко де ла Куэвы, 12-го герцога Эскалона и 12-го маркиза Вильена (1727—1798), не оставившего после себя потомства, Диего Фернандес де Веласко унаследовал титулы 13-го герцога Эскалона и 13-го маркиза Вильена.
В 1780 году Диего Фернандес де Веласко женился на Франсиске Бенавидес Фернандес де Кордова (1763—1827), дочери Антонио де Бенавидес-и-Сааведра, 2-го герцога Сантистебан-дель-Пуэрто, и Анны Марии де ла О Фернандес де Кордова, от которой у него было несколько детей. В 1783 году родился его первый сын, который унаследовал первоначальную фамилию, назвав себя Бернардино Пачеко Тельес-Хирон-и-Бенавидес (1783—1851), хотя, когда он унаследовал титулы после смерти своего отца, он также изменил свое имя, будучи известным как Бернардино Фернандес де Веласко.
По некоторым версиям, он умер в изгнании во Франции. По другим версиям, обнаруженным в Историческом архиве нотариальных протоколов в Мадриде, он находился в Париже в качестве посла французского императора Наполеона Бонапарта. Похоронен на кладбище Пер-Лашез в Париже.
В 1792 году он был назначен на влиятельную, благодаря своей близости к монарху, придворную должность сомелье корпуса Карлоса IV в Испании, а позже он был послом в Португалии.
С 1808 года занимал высокие посты в администрации как главный майордом при новом короле Испании Жозефе I Бонапарте (1808—1813). Он был одним из главных агентов комиссии по составлению дарованной хартии, известной как Байоннская конституция, от 8 июля 1808 года.
С 1808 года кавалер Ордена Золотого руна.

## Дворянские титулы
- Он был последним сеньором Аро перед упразднением поместий в том же году, когда он скончался.
- 17-й граф Аро
- 13-й герцог Фриас
- 9-й герцог Уседа
- 17-й граф Альба-де-Листе
- 14-й граф Алькаудете
- 15-й граф де Фуэнсалида
- 15-й граф Оропеса
- 9-й граф де Пеньяранда-де-Бракамонте
- 8-й маркиз де Бельмонте
- 10-й маркиз де Фромиста
- 6-й маркиз де Сильеруэло
- 7-й граф де Ла-Пуэбла-де-Монтальбан
- 8-й маркиз де Карасена (1624)
- 8-й граф де Пинто
- 12-й граф де Саласар-де-Веласко
- 13-й маркиз де Берланга
- 9-й маркиз де Тораль
- 7-й маркиз дель-Фресно
- 18-й граф де Луна (1462)
- маркиз де Вильянуэва-дель-Фресно
- 11-й маркиз де Фречилья и Вильяррамьель
- 9-й граф Кольменар-де-Ореха
- 14-й граф де Делейтоса
- 10-й маркиз Вильяр де Граханехос
- 12-й маркиз Харандилья
- 13-й маркиз де Вильена.

После бесплодной смерти последнего маркиза Вильены Фелипе Лопеса Пачеко (1798 г.) он унаследовал этот титул и вел судебный процесс за другие дворянские титулы, судебный процесс, который его потомки проиграли в 1816 году с 10-й графиней Мирандой дель Кастаньяр.